# Маккракен, Билл
Уи́льям Ро́берт Маккра́кен (англ. William Robert McCracken; 29 января 1883 — 20 января 1979) — ирландский футболист и североирландский футбольный тренер, играл на позиции защитника.

## Биография

### Клубная карьера
В течение четырёх сезонов играл на родине за «Лисберн Дистиллери». В 1904 году перешёл в английский «Ньюкасл Юнайтед», за который играл всю последующую карьеру. В составе «сорок» Маккракен завоевал три чемпионских титула и Кубок Англии в 1910 году. В 1910 году в двухматчевом противостоянии был обыгран «Барнсли» и Маккракен играл в первом матче (1:1) и в переигровке (2:0). Маккракен играл в двух проигранных финалах Кубка Англии в 1908 и 1911 годах.
Во время Первой мировой войны остался в «Ньюкасле» и был организатором множества благотворительных матчей. Всего за «Ньюкасл» сыграл во всех турнирах 434 матча.
Билл Маккракен стал первым игроком, использовавшим офсайдную ловушку. Его действия были настолько успешными, что однажды привели к вторжению разъярённых болельщиков на поле. Уже после Первой мировой войны его игру начали копировать, что приводило к бесконечным фиксациям офсайдов. В 1925 году из-за этого правило фиксации положения вне игры было пересмотрено (с того момента офсайд фиксируется, если игрок находится ближе к воротам, чем предпоследний игрок противоположной команды). В 1998 году был включен в список 100 легенд Футбольной лиги. В декабре 2023 года FourFourTwo включила Маккракена в список 50 самых влиятельных игроков в истории футбола.

### Карьера в сборной
За сборную Ирландии сыграл 16 матчей и забил 1 гол.

### Тренерская карьера
В феврале 1923 года в возрасте 40 лет был назначен главным тренером «Халл Сити». Он возглавлял «тигров» в течение восьми лет, но за эти годы «Халл Сити» был стабильным середняком Второго дивизиона и не смог пробиться в Первый дивизион. В Кубке Англии сезона 1929/30 «тигры» дошли до полуфинала, где в переигровке уступили лондонскому «Арсеналу». В 1930 году «Халл Сити» вылетел в Третий северный дивизион и Маккракен остался в клубе ещё на один сезон. Всего в качестве главного тренера «Халл Сити» проработал 374 матча.
В сентябре 1932 года был назначен главным тренером клуба «Гейтсхед», с которым работал один сезон. В 1933 году возглавил «Миллуолл», с которым проработал три сезона. В 1937 году возглавил «Олдершот», с которым проработал 13 лет, включая период Второй мировой войны, когда матчи Футбольной лиги не проводились.

### Скаутская деятельность
В 1950 году пришёл в «Ньюкасл Юнайтед», в котором затем работал скаутом в течение многих лет. Затем он работал в этой же должности в «Уотфорде». В середине 1970-х ушёл на пенсию, на тот момент ему было более 90 лет.

### Смерть
Скончался 20 января 1979 года в больнице Кингстон-апон-Халла в возрасте 95 лет, не дожив 9 дней до 96-летия.

## Достижения
«Ньюкасл Юнайтед»
- Чемпион Первого дивизиона (3): 1904/05, 1906/07, 1908/09
- Обладатель Кубка Англии (1): 1910